# Yevan David
Yevan Ranasinghe David (Colombo, 11 de julho de 2007) é um automobilista cingalês que atualmente compete na Eurofórmula Open com a equipe Motopark, e está programado para competir no Campeonato de Fórmula 3 da FIA pela AIX Racing. Anteriormente, ele competiu no Campeonato Espanhol de Fórmula 4 pela Saintéloc Racing.

## Biografia
Natural de Colombo, capital do Sri Lanka, Yevan Ranasinghe David é filho de Roshika Ranasinghe e Yohan David. Yevan tem três irmãos: Yenak e Yevin, que também pilotam, e Shenara. Seu avô Paramesh David também já foi piloto e é pioneiro do automobilismo cingalês. Yevan se mudou para Singapura ainda na infância, residindo também em Londres. Ele é um grande fã de Lewis Hamilton, heptacampeão da Fórmula 1, e o considera uma inspiração em sua carreira. Seu apelido é "The Bat" ("O Morcego"), e se originou de um episódio em que Yevan estava vestindo uma camisa do Batman, mas seu mecânico, que não sabia seu nome, o chamou de morcego. Desde então, Yevan incluiu um desenho de um morcego em seu capacete.

## Carreira

### Kart
David começou sua carreira aos seis anos, correndo no circuito de Bandaragama, e competiu profissionalmente no kart a partir dos dez. Venceu a X30 IAME Asia Series de 2017 e a X30 IAME Asia Cup de 2018, ambas na classe Cadete, e conquistou a medalha de prata na Karting Sprint Senior dos Motorsport Games de 2022. Outros resultados incluem o quarto lugar na IAME Asia Cup de 2020 na classe X30 Junior, e o sexto lugar no FIA Karting Academy Trophy de 2021. Em 2023, seu último ano no kart, David conquistou o oitavo lugar na WSK Champions Cup e o 19º lugar no mundial da FIA na classe KZ2 shifter.

### Fórmula 4
David fez sua estreia em monopostos no Campeonato de Fórmula 4 dos Emirados Árabes Unidos de 2024 com a Saintéloc Racing. O cingalês teve um 13º lugar como melhor resultado e não marcou pontos, ficando em 26º na classificação.
Sua principal campanha foi no Campeonato Espanhol de Fórmula 4 pela Saintéloc. Competindo em todas as etapas, exceto a do encerramento da temporada, em Barcelona, David conquistou dois sétimos lugares como melhores resultados e se classificou em 19º lugar.
Em outubro, David participou da FIA Motorsport Games Fórmula 4 Cup, representando o Sri Lanka. Ele conquistou a pole position na qualificação, mas após uma batalha com o peruano Andrés Cárdenas, despencou para terceiro na corrida classificatória. O cingalês terminaria em terceiro na corrida principal, mas recebeu diversas penalidades por limites de pista, caindo para o 11º lugar.

### Eurocup-3
David competiu em uma rodada única durante a temporada de 2024 da Eurocup-3 com a Saintéloc Racing, substituindo o lesionado Finley Green. Yevan terminou as corridas em décimo e sétimo.

### Eurofórmula Open

#### 2024
David competiu na rodada final da Eurofórmula Open de 2024 com a Team Motopark como piloto convidado. O cingalês surpreendeu ao conquistar suas primeiras vitórias em monopostos nas corridas 1 e 3, garantindo também um terceiro lugar na corrida 2. Suas vitórias conquistadas em Monza marcaram as primeiras vezes que o hino do Sri Lanka tocou no autódromo italiano.

#### 2025
David competiu na Eurofórmula Open em tempo integral em 2025, permanecendo com a Team Motopark.  Começou o ano como líder do campeonato, fazendo pódios nas quatro primeiras corridas e vencendo três vezes em Portimão (corridas 2 e 3) e em Spa-Francorchamps (corrida 1). Fez mais cinco pódios nas dez corridas seguintes, mas venceu apenas uma delas, a corrida 2 de Hockenheim. Com isso, Tymek Kucharczyk tomou a liderança, e David ainda viu Michael Shin se aproximar dele na tabela.

### GB3
Em agosto de 2025, David fez sua estreia no Campeonato GB3 em Silverstone com a Xcel Motorsport.

### Fórmula 3
Em 8 de agosto de 2025, foi anunciado que David progredirá para a Fórmula 3 com a AIX Racing em 2026, tornando-se o primeiro cingalês a disputar essa competição.

## Resultados

### Resumo da carreira
| Temporada | Série                              | Equipe           | Corridas | Vitórias | Poles | V.M.R. | Pódios | Pontos | Posição |
| --------- | ---------------------------------- | ---------------- | -------- | -------- | ----- | ------ | ------ | ------ | ------- |
| 2024      | Fórmula 4 Emiradense               | Saintéloc Racing | 15       | 0        | 0     | 0      | 0      | 0      | 26º     |
| 2024      | Fórmula 4 Espanhola                | Saintéloc Racing | 18       | 0        | 0     | 0      | 0      | 12     | 19º     |
| 2024      | Eurocup-3                          | Saintéloc Racing | 2        | 0        | 0     | 0      | 0      | 7      | 19º     |
| 2024      | Eurofórmula Open                   | Team Motopark    | 3        | 2        | 0     | 0      | 3      | 0      | NC†     |
| 2024      | FIA Motorsport Games Fórmula 4 Cup | Equipe Sri Lanka | 2        | 0        | 1     | 0      | 1      | N / D  | 11º     |
| 2025      | Eurofórmula Open                   | Team Motopark    | 15       | 4        | 1     | 1      | 9      | 213    | 2º*     |
| 2025      | Campeonato GB3                     | Xcel Motorsport  | 3        | 0        | 0     | 0      | 0      | 15     | 27º*    |

### Resultados completos do Campeonato Eurofórmula Open
( Legenda) (Corridas em negrito indicam pole position) (Corridas em itálico indicam volta mais rápida)
| Ano  | Equipe        | 1       | 2       | 3       | 4     | 5       | 6       | 7        | 8       | 9       | 10      | 11      | 12      | 13      | 14       | 15       | 16    | 17    | 18    | 19    | 20    | 21    | 22    | 23      | 24      | Pos. | Pts. |
| ---- | ------------- | ------- | ------- | ------- | ----- | ------- | ------- | -------- | ------- | ------- | ------- | ------- | ------- | ------- | -------- | -------- | ----- | ----- | ----- | ----- | ----- | ----- | ----- | ------- | ------- | ---- | ---- |
| 2024 | Team Motopark | PRT 1   | PRT 2   | PRT 3   | HOC 1 | HOC 2   | HOC 3   | SPA 1    | SPA 2   | SPA 3   | HUN 1   | HUN 2   | HUN 3   | LEC 1   | LEC 2    | LEC 3    | RBR 1 | RBR 2 | RBR 3 | CAT 1 | CAT 2 | CAT 3 | MNZ 1 | MNZ 2 3 | MNZ 3 1 | NC†  | 0    |
| 2025 | Team Motopark | PRT 1 3 | PRT 2 1 | PRT 3 1 | SPA 1 | SPA 2 4 | SPA 3 2 | HOC 1 10 | HOC 2 3 | HOC 3 1 | HUN 1 8 | HUN 2 3 | HUN 3 4 | LEC 1 2 | LEC 2 12 | LEC 3 10 | RBR 1 | RBR 2 | RBR 3 | CAT 1 | CAT 2 | CAT 3 | MNZ 1 | MNZ 2   | MNZ 3   | 2º   | 213* |